# کینگز لجند
کینگز لجند (به انگلیسی: King's Legend) یک کشتی است که طول آن ۱۹٫۸۵ متر (۶۵٫۱ فوت) می‌باشد.